# 青森県道45号十和田三戸線

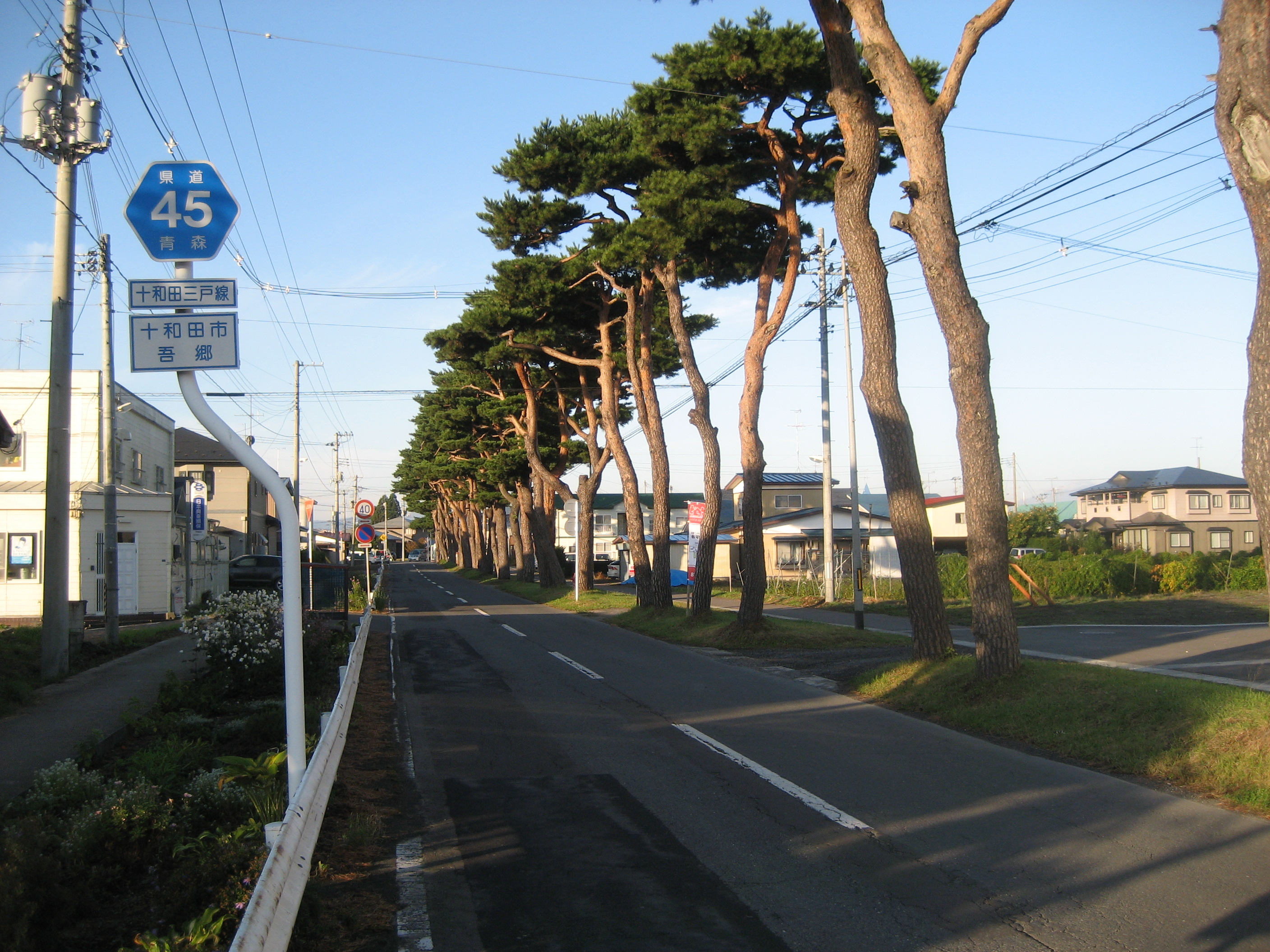
十和田市吾郷付近

青森県道45号十和田三戸線（あおもりけんどう45ごう とわださんのへせん）は、青森県十和田市から三戸郡三戸町に至る県道（主要地方道）である。

## 概要
十和田市稲生町で国道102号・青森県道145号戸来十和田線から分岐し、途中三戸郡新郷村で国道454号と一部重複の後、同郡三戸町川守田町で国道4号（国道104号重複）で合流する。途中の三戸郡新郷村内に、未整備による600mほどの車両通行不能区間がある(代替路による迂回は容易)。

### 路線データ
青森県例規集に基づく起終点および経過地は次のとおり。
- 起点 : 十和田市[1]
- 終点 : 三戸郡三戸町大字六日町[1]

## 歴史
- 1972年（昭和47年）3月28日 - 青森県が県道十和田三戸線として県道認定[1]。
- 1993年（平成5年）5月11日 - 建設省により県道十和田三戸線が主要地方道十和田三戸線に指定される[2]。

## 路線状況

### 重複区間
- 青森県道220号石無坂鹿田線（新郷村川台・地内）
- 国道454号（新郷村戸来字小坂 - 金ヶ沢）
- 青森県道218号栃棚手倉橋線（三戸郡新郷村西越・地内）
- 青森県道143号南部田子線（三戸郡三戸町袴田・地内）
- 青森県道258号三戸南部線（三戸郡三戸町六日町 - 三戸郡三戸町川守田）

## 地理

### 交差する道路
- 国道102号・青森県道145号戸来十和田線（十和田市穂並町、起点）
- 青森県道166号中ノ渡十和田線（十和田市三本木西小稲）
- 青森県道168号切田五戸線（十和田市切田）
- 青森県道220号石無坂鹿田線（新郷村川台地内）
- 国道454号（新郷村戸来字小坂から金ヶ沢まで重複）
- 青森県道218号栃棚手倉橋線（三戸郡新郷村西越地内・重複）
- 青森県道143号南部田子線（三戸郡三戸町袴田地内・重複）
- 青森県道258号三戸南部線（三戸町六日町から川守田町で重複）
- 国道4号（=国道104号重複）（三戸バイパス松原交差点）
- 国道4号（=国道104号重複）（終点）

### 沿線の施設など
- 十和田温泉
- 十和田市立南小学校
- 十和田市立下切田小学校
- 十和田市立大不動小学校
- 新郷村立川代小学校
- 新郷村商工会館
- 西越郵便局
- 新郷村役場 西越支所
- 新郷村立野沢中学校
- 新郷村立西越小学校
- 三戸町立三戸北小学校
- 三戸町立第二西松原団地
- 三戸町立第一西松原団地
- 青森県立三戸高等学校
- 川守田郵便局